# Earl Monroe
Pour les articles homonymes, voir Monroe.
Earl Vernon Monroe (né le 21 novembre 1944 à Philadelphie, Pennsylvanie) est un joueur de basket-ball américain, surnommé Earl the Pearl et admiré pour son maniement de balle flamboyant, son jeu de passe et son art de mener le jeu. Il a été élu dans les meilleurs joueurs du cinquantenaire de la NBA.

## Biographie

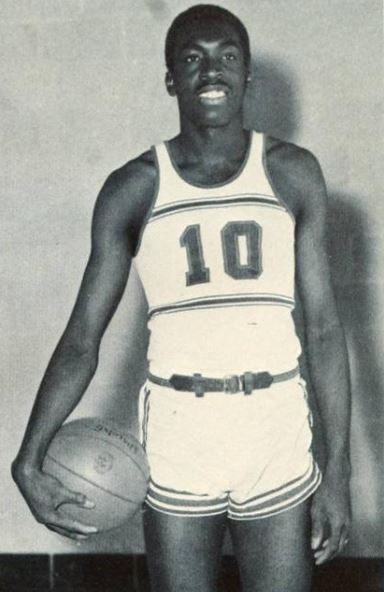
Earl Monroe en 1966-1967 avec le maillot de son université.

Monroe se fit remarquer en Division II de la NCAA à la Winston-Salem State University, (à Winston-Salem, Caroline du Nord).
Il rejoint la NBA en 1967, deuxième choix de la draft par les Bullets de Baltimore, avec lesquels il remporta le titre de NBA Rookie of the Year Award. Il réussit notamment 56 points dans une rencontre avec les Lakers de Los Angeles, la troisième performance du genre de l'histoire de la ligue.
Il joua aussi huit saisons (1972–1980) avec les Knicks de New York, remportant le championnat 1973. Les Knicks ont retiré son numéro 15 le 1er mars 1986.
En 1990, il a été intronisé au Basketball Hall of Fame.
Monroe fut choisi comme commissionnaire de l'United States Basketball League en 1985.
Plus récemment, il a été commentateur au Madison Square Garden et commissionnaire de l'Urban Development Corporation du New Jersey.
Monroe a aussi participé à plusieurs programmes et organismes dans différents domaines comme le President's Council on Physical Fitness and Sports, le Crown Heights Youth Collective, le Literary Assistance Fund and the Harlem Junior Tennis Program. Il a également reçu plusieurs distinction pour ces activités hors terrain, dont le Harlem Professionals Inspirational Award, le Most Outstanding Model for American Youth, le YMCA Citizenship Award et le Big Apple Sportsman of the Year Award.

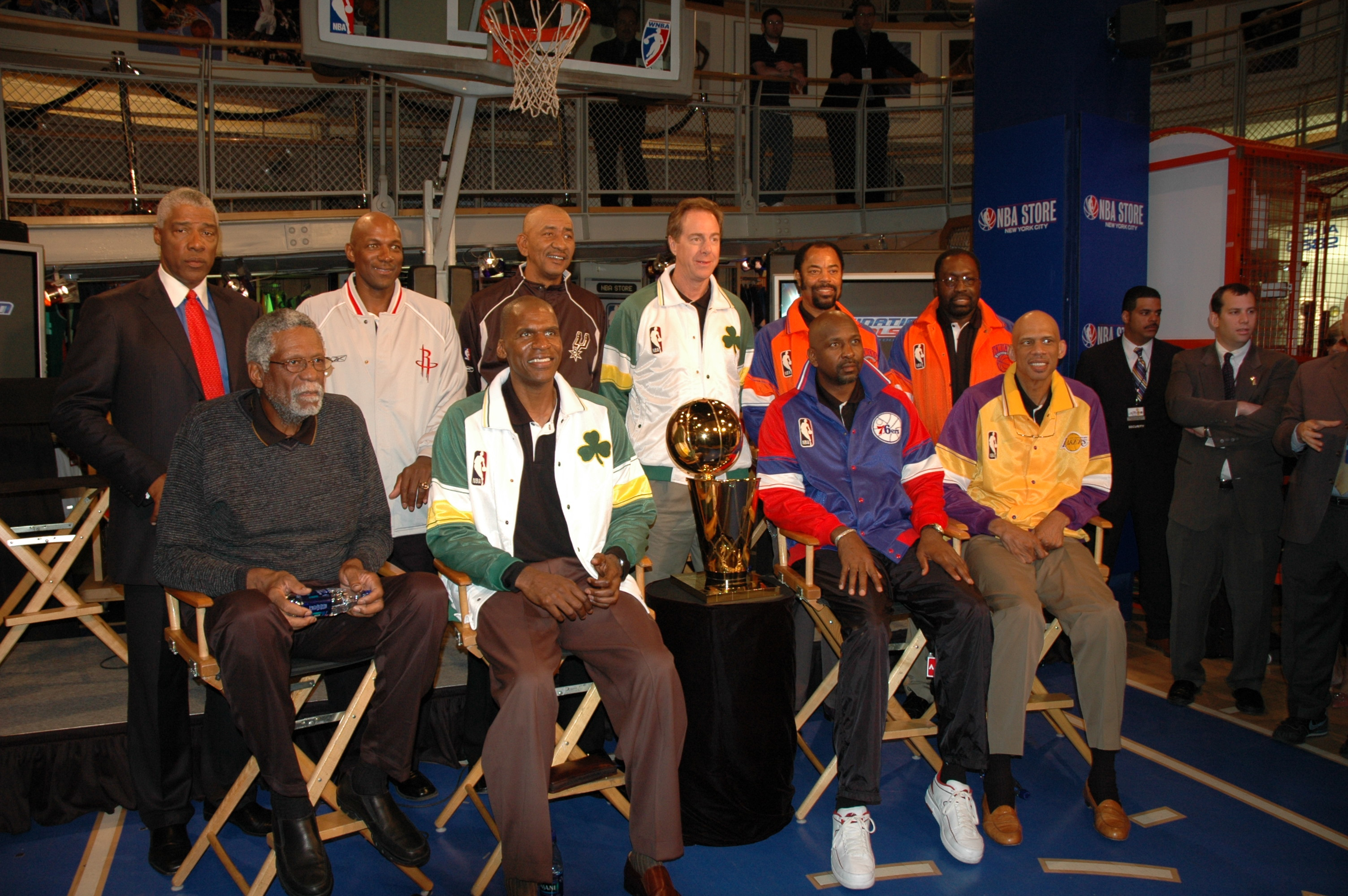
Earl Monroe (1er joueur au 2e rang depuis la droite) en 2005.

Il a enfin été porte-parole de l'American Heart Association avec notamment son ancien coéquipier des Knicks Walt « Clyde » Frazier.

## Palmarès
- NBA champion (1973)
- 4× NBA All-Star (1969, 1971, 1975, 1977)
- All-NBA First Team (1969)
- NBA Rookie of the Year (1968)
- NBA All-Rookie First Team (1968)
- NBA's 50th Anniversary All-Time Team
- Numéro 15 retiré par les Knicks de New York
- Numéro 10 retiré par les Wizards de Washington

## Statistiques
gras = ses meilleures performances

### Universitaires
Statistiques en université d'Earl Monroe
| Saison    | Équipe                   | Matchs | % Tir | % LF | Rbds/m. | Pts/m. |
| --------- | ------------------------ | ------ | ----- | ---- | ------- | ------ |
| 1963-1964 | Winston-Salem State (en) | 23     | —     | —    | —       | 7,1    |
| 1964-1965 | Winston-Salem State      | 30     | —     | 71,0 | 7,0     | 23,2   |
| 1965-1966 | Winston-Salem State      | 25     | 56,3  | 86,6 | 6,7     | 29,8   |
| 1966-1967 | Winston-Salem State      | 32     | 60,7  | 79,5 | 6,8     | 41,5   |
| Carrière  | Carrière                 | 110    | 59,0  | 79,3 | 6,9     | 26,7   |

### Professionnelles

#### Saison régulière
Légende :
| Champion NBA | Recrue/rookie de la saison | Meilleur joueur de cette catégorie statistique de la saison |

gras = ses meilleures performances
Statistiques en saison régulière d'Earl Monroe
| Saison        | Équipe        | Matchs | Titul. | Min./m | % Tir | % 3pts | % LF | Rbds/m. | Pass/m. | Int/m. | Ctr/m. | Pts/m. |
| ------------- | ------------- | ------ | ------ | ------ | ----- | ------ | ---- | ------- | ------- | ------ | ------ | ------ |
| 1967-1968     | Baltimore     | 82     | —      | 36,7   | 45,3  | —      | 78,1 | 5,7     | 4,3     | —      | —      | 24,3   |
| 1968-1969     | Baltimore     | 80     | —      | 38,4   | 44,0  | —      | 76,8 | 3,5     | 4,9     | —      | —      | 25,8   |
| 1969-1970     | Baltimore     | 82     | —      | 37,2   | 44,6  | —      | 83,0 | 3,1     | 4,9     | —      | —      | 23,4   |
| 1970-1971     | Baltimore     | 81     | —      | 35,1   | 44,2  | —      | 80,2 | 2,6     | 4,4     | —      | —      | 21,4   |
| 1971-1972     | Baltimore     | 3      | 3      | 34,3   | 40,6  | —      | 72,2 | 2,7     | 3,3     | —      | —      | 21,7   |
| 1971-1972     | New York      | 60     | 8      | 20,6   | 43,6  | —      | 78,6 | 1,5     | 2,2     | —      | —      | 11,4   |
| 1972-1973     | New York      | 75     | 74     | 31,6   | 48,8  | —      | 82,2 | 3,3     | 3,8     | —      | —      | 15,5   |
| 1973-1974     | New York      | 41     | 27     | 29,1   | 46,8  | —      | 82,3 | 3,0     | 2,7     | 0,8    | 0,5    | 14,0   |
| 1974-1975     | New York      | 78     | 78     | 36,1   | 45,7  | —      | 82,7 | 4,2     | 3,5     | 1,4    | 0,4    | 20,9   |
| 1975-1976     | New York      | 76     | 76     | 38,0   | 47,8  | —      | 78,7 | 3,6     | 4,0     | 1,5    | 0,3    | 20,7   |
| 1976-1977     | New York      | 77     | 76     | 34,5   | 51,7  | —      | 83,9 | 2,9     | 4,8     | 1,2    | 0,3    | 19,9   |
| 1977-1978     | New York      | 76     | 73     | 31,2   | 49,5  | —      | 83,2 | 2,4     | 4,8     | 0,8    | 0,3    | 17,8   |
| 1978-1979     | New York      | 64     | 24     | 21,8   | 47,1  | —      | 83,8 | 1,2     | 3,0     | 0,8    | 0,1    | 12,3   |
| 1979-1980     | New York      | 51     | 0      | 12,4   | 45,7  | 0,0    | 87,5 | 0,7     | 1,3     | 0,4    | 0,1    | 7,4    |
| Carrière      | Carrière      | 926    | 438    | 32,0   | 46,4  | 0,0    | 80,7 | 3,0     | 3,9     | 1,0    | 0,3    | 18,8   |
| All-Star Game | All-Star Game | 4      | 3      | 21,3   | 35,9  | —      | 70,6 | 3,0     | 2,8     | 0,5    | 0,0    | 10,0   |

#### Playoffs
Légende :
| Champion NBA | Meilleur joueur de cette catégorie statistique de la saison |

Statistiques en playoffs d'Earl Monroe
| Saison   | Équipe    | Matchs | Titul. | Min./m | % Tir | % LF | Rbds/m. | Pass/m. | Int/m. | Ctr/m. | Pts/m. |
| -------- | --------- | ------ | ------ | ------ | ----- | ---- | ------- | ------- | ------ | ------ | ------ |
| 1969     | Baltimore | 4      | —      | 42,8   | 38,6  | 80,6 | 5,3     | 4,0     | —      | —      | 28,3   |
| 1970     | Baltimore | 7      | —      | 42,7   | 48,1  | 80,0 | 3,3     | 4,0     | —      | —      | 28,0   |
| 1971     | Baltimore | 18     | 18     | 37,3   | 40,7  | 79,3 | 3,6     | 4,1     | —      | —      | 22,1   |
| 1972     | New York  | 16     | 13     | 26,8   | 41,1  | 78,9 | 2,8     | 2,9     | —      | —      | 12,3   |
| 1973     | New York  | 16     | 16     | 31,5   | 52,6  | 75,0 | 3,2     | 3,2     | —      | —      | 16,1   |
| 1974     | New York  | 12     | 12     | 33,9   | 49,1  | 85,5 | 4,0     | 2,1     | 0,7    | 0,8    | 17,4   |
| 1975     | New York  | 3      | 3      | 29,7   | 26,7  | 81,8 | 3,0     | 2,0     | 1,3    | 0,7    | 14,0   |
| 1978     | New York  | 6      | 6      | 24,2   | 38,7  | 61,1 | 0,8     | 2,8     | 1,0    | 0,0    | 9,8    |
| Carrière | Carrière  | 82     | 68     | 33,1   | 43,9  | 79,1 | 3,2     | 3,2     | 0,9    | 0,5    | 17,9   |